# Bitry (Oise)
Bitry je francouzská obec v departementu Oise v regionu Hauts-de-France. V roce 2014 zde žilo 312 obyvatel.

## Poloha obce
Po jižním okraji území obce protéká řeka Aisne. Obec leží u hranic departementu Oise s departementem Aisne. Sousední obce jsou: Attichy, Courtieux, Jaulzy, Montigny-Lengrain (Aisne), Moulin-sous-Touvent, Saint-Pierre-lès-Bitry a Vic-sur-Aisne (Aisne).

## Vývoj počtu obyvatel
Počet obyvatel